# A boldogság sosem jár egyedül
A boldogság sosem jár egyedül (eredeti cím: Un bonheur n'arrive jamais seul) 2012-ben bemutatott francia romantikus filmvígjáték.

## Szereplők
| Szereplő          | Színész            | Magyar hang         |
| ----------------- | ------------------ | ------------------- |
| Charlotte Posche  | Sophie Marceau     | Kökényessy Ági      |
| Sacha Keller      | Gad Elmaleh        | Széles László       |
| Laurent Helewa    | Maurice Barthélémy | Háda János          |
| Alain Posche      | François Berléand  | Koroknay Géza       |
| Lionel Rossin     | Michaël Abiteboul  | Szabó Győző         |
| Chris Tamalet     | Julie-Anne Roth    | Bognár Anna         |
| Fanfan Keller     | Macha Méril        | Zsurzs Kati         |
| Matzü nagyi       | Litzi Vezsi        | Illyés Mari         |
| Louis             | Timothé Gauron     | Straub Martin       |
| Xavier Sabi       | Cyril Guei         | Barabás Kiss Zoltán |
| Cécile Monet      | Valérie Crouzet    | Huszárik Kata       |
| Jean-Seb Bigstone | Robert Charlebois  | Bácskai János       |

## A film készítése
A fő forgatási helyszínek Párizsban és New Yorkban voltak, de kisebb jeleneteket a Monceau parkban is felvettek. A forgatási munkák 2011. május 17-től július 29-ig tartottak.

## Fogadtatás
A film fogadtatása pozitív volt. A Variety-ben Boyd van Hoeij az írta : „vidám, romantikus vígjáték, szórakoztató és csak úgy tapintható a kémia”. Az amerikai újságírók véleményét tömörítő Rotten Tomatoes oldalán 74%-ot ért el, az IMDb-n 6,5 pontot szerzett a 10-ből, a PORT.hu-n 7,9-et a 10-ből.
A boldogság sosem jár egyedül...feltárja a ritkán látott de gyakran előforduló kapcsolati problémákat, és egy új kapcsolat kialakulása közepette bemutatja, milyen felnevelni 3 figyelmet igénylő gyereket. Boyd van Hoeij

## Fordítás
- Ez a szócikk részben vagy egészben  a   Happiness Never Comes Alone című angol Wikipédia-szócikk ezen változatának fordításán alapul.  Az eredeti cikk szerkesztőit annak laptörténete sorolja fel. Ez a jelzés csupán a megfogalmazás eredetét és a szerzői jogokat jelzi, nem szolgál a cikkben szereplő információk forrásmegjelöléseként.